# بيثيني فرانكل
بيثيني فرانكل هي شخصية تلفزيونية، سيدة أعمال ومؤلفة أمريكية ولدت في 4 نوفمبر 1970.